# خوستو جاكيه
خوستو جاكيه (بالإسبانية: Justo Jacquet) هو مدرب كرة قدم ولاعب كرة قدم باراغواياني في مركز الدفاع، ولد في 9 سبتمبر 1961 في أسونسيون في باراغواي. شارك مع منتخب باراغواي لكرة القدم. أما مع النوادي، فقد لعب مع بريزيدينتي هاييس وسبورت بويز وسيرو بورتينيو ونادي أتليتيكو بيلغرانو ونادي إنترناسيونال.

## وصلات خارجية
- خوستو جاكيه على موقع الاتحاد الدولي (مؤرشف)  (الإنجليزية)
- خوستو جاكيه على موقع قاعدة بيانات كرة القدم.إي يو (الإنجليزية)
- خوستو جاكيه على موقع ناشيونال فوتبول تيمز (الإنجليزية)